# Mikulovická hora
Mikulovická hora är ett berg i Tjeckien.   Det ligger i regionen Vysočina, i den centrala delen av landet, 150 km sydost om huvudstaden Prag. Toppen på Mikulovická hora är 586 meter över havet, eller 53 meter över den omgivande terrängen. Bredden vid basen är 2,9 km.
Terrängen runt Mikulovická hora är huvudsakligen platt, men västerut är den kuperad. Mikulovická hora ligger uppe på en höjd som går i öst-västlig riktning.Runt Mikulovická hora är det ganska glesbefolkat, med 50 invånare per kvadratkilometer. Närmaste större samhälle är Třebíč, 6,5 km nordost om Mikulovická hora. Trakten runt Mikulovická hora består till största delen av jordbruksmark.